# Keiji Watanabe
Keiji Watanabe (født 28. januar 1985) er en tidligere japansk fodboldspiller.
Han har spillet for flere forskellige klubber i sin karriere, herunder Nagoya Grampus og JEF United Chiba.